# Football Supporters Europe
Pour les articles homonymes, voir FSE.
 (novembre 2020).
Football Supporters Europe (FSE) est un réseau européen de supporters formellement établi en tant qu'association à but non lucratif dont la base des adhérents s'étend sur 42 pays-membres de l'UEFA. Fondée en 2008 lors du premier congrès des supporters européens, cette organisation est consultée par des institutions telles que l'UEFA,, le Conseil Européen ou encore European Professional Football Leagues (EPFL), une association représentant les intérêts des ligues de football professionnelles en Europe, sur les questions relatives aux supporters.

## Histoire
L'histoire de FSE remonte à la coopération internationale de différentes organisations de supporters sous l'ancien nom Football Supporters International, qui, par le biais des "ambassades de supporters", proposaient des conseils, des informations et du soutien aux supporters des équipes nationales de football lors des tournois internationaux.
Mais la véritable histoire de FSE tel qu'il existe aujourd'hui commence en juillet 2008, lorsque la Football Supporters Federation (FSF) britannique organise le premier Congrès des Supporters Européens à Londres.
Lors de cette réunion, qui se déroulait dans l'Emirates Stadium d'Arsenal, des débats sur les problèmes rencontrés par les supporters dans toute l'Europe furent organisés et l'évènement donna l'impulsion au futur développement du réseau. Le second Congrès des Supporters Européens fut organisé à Hambourg l'année suivante. En plus d'ateliers de discussion sur des thèmes tels que la discrimination, l'action policière, les horaires des matchs et la commercialisation du football, les statuts de l'organisation furent approuvés et c'est ainsi que le réseau fut formellement établi.

## Structure
La base d'adhérents de FSE se compose de supporters de football individuels ainsi que d'organisations et d'initiatives locales, nationales et transnationales dans 42 pays différents. Selon ses propres affirmations, FSE représenterait environ 3 millions de supporters de football, ce qui en ferait la plus grande organisation de supporters du monde.
La plus haute instance de l'organisation est "l'Assemblée Générale Annuelle de Football Supporters Europe (FSE)". Celle-ci a lieu chaque année lors du Congrès des Supporters Européens (EFFC). Les membres y votent pour déterminer les buts, les objectifs et les futures actions du réseau, approuvent les modifications des statuts et élisent les membres du comité pour l'année à venir.
Le comité FSE est le comité directeur du réseau et se compose de la coordination de FSE, des directeurs des "départements" spécifiques ainsi que des membres élus. Les membres du comité sont responsables de la gestion générale de l'organisation. Ils prennent les décisions importantes, développent des activités en liaison avec les membres de base et représentent FSE lors de différentes actions, d'événements et de réunions comme la rencontre annuelle avec le président de l'UEFA à Nyon en Suisse.
Les membres élus du comité pour les saisons 2017-2018 et 2018-2019 sont:
- Pierre Barthélemy, Association Nationale des Supporters, France.
- Kevin Miles, Football Supporters Federation (FSF), Angleterre.
- Robert Ustian, CSKA Fans against Racism, Russie.
- Stefanie Dilba, Bündnis Aktiver Fußballfans, Allemagne.
- Hüseyin Emre Ballı, 1907 ÜNIFEB, Turquie.
- Paul Corkrey, Fans Embassy Wales, Pays de Galles.
- Herjan Pullen, Supportersvereniging Ajax, Pays-Bas.
- Jim Spratt, Amalgamation of Official Northern Ireland Supporter Clubs, Irlande du Nord.

Le comité se compose par ailleurs de:
- Ronan Evain, Football Supporters Europe (FSE) – Coordination
- Michael Gabriel, KOS, Allemagne - Directeur du Département "Ambassade des Supporters"
- Mark Doidge, Angleterre - Directeur du Département Anti-Discrimination

Le siège du bureau de coordination centrale de FSE se situe à Hambourg en Allemagne. Les employés et autres stagiaires y coordonnent les différentes initiatives et divisions du réseau; ils sont en outre responsables de la gestion et de l'organisation de FSE (telles que la comptabilité, les questions juridiques, la communication interne et externe etc.). La coordination de FSE est nommée par le comité.
Les départements (par exemple, le département anti-discrimination ou les ambassades des supporters) se concentrent sur des thèmes particuliers. Ils se constituent en réseaux ou instances semi-autonomes, qui élaborent des projets pertinents pour les supporters sous la supervision de FSE. Chaque département nomme un directeur qui le représente auprès du comité de FSE.

## Principes de base
Pour devenir membre de FSE, le soutien actif des quatre "principes fondamentaux" de l'organisation est requis :
- Refus de toutes formes de discrimination (que ce soit sur la base de l'origine ethnique, du handicap, des religions et des croyances, du genre, de l'orientation sexuelle ou de l'âge).
- Refus de la violence (tant verbale que physique).
- Transfert de pouvoir aux supporters de base[11].
- La promotion d'une culture du football et d'une culture des supporters positives, qui incluent notamment des valeurs comme le fair-play et la bonne gouvernance.

## Exemples d'activités

### Le Congrès des Supporters Européens (EFFC)
Le congrès annuel des supporters de football européens (EFFC - European Football Fan Congress) est organisé par FSE en lien avec ses membres locaux et d'autres groupes de supporters de la ville-hôte afin de s'attaquer aux problèmes que rencontrent les supporters. Le dialogue avec les supporters, l'autorégulation parmi les supporters et la culture supporters sont promus par le biais d'ateliers de discussions, de tables rondes et autres débats entre les fans et les représentants des institutions du football et des institutions politiques[réf. souhaitée]. Le congrès a lieu chaque année dans une ville différente: en 2008 à Londres, en 2009 à Hambourg, en 2010 à Barcelone, en 2011 à Copenhague, en 2012 à Istanbul et en 2013 à Amsterdam avec la participation de Gianni Infantino, le secrétaire général de l'UEFA.

### Manuel sur les chartes des supporters
Selon la définition donnée par des institutions comme la Commission européenne ou le Conseil Européen, les chartes des supporters sont des accords conjoints entre les clubs, les fédérations de football et les supporters, dans lesquels ils déterminent leurs droits et leurs devoirs mutuels. Les résultats du processus de négociation sont retranscrits par écrit dans une "charte des supporters" qui est régulièrement révisée après son adoption. Les chartes des supporters sont ainsi censées servir de cadre à un dialogue social avec pour objectif de prévenir les tensions entre clubs et supporters ainsi que les comportements antisociaux dans les stades.
Sur l'initiative de FSE, un manuel européen sur les chartes des supporters fut développé en liaison avec des institutions du football européen, des fédérations et ligues nationales de football, l'association mondiale de footballeurs professionnels FIFPro ainsi que des représentants des supporters (issus de FSE) et des institutions politiques. Selon Jo Vanhecke, le dirigeant du comité permanent sur la violence des spectateurs du Conseil Européen, le "processus qui a conduit à l’édition de ce manuel  était, en lui-même, une innovation. Toutes les parties prenantes ont pu participer et débattre du contenu dans un dialogue ouvert, fondé sur les principes du respect mutuel et sur un statut égal”. Le document définitif fut conçu comme un outil pour les clubs et les supporters et reçut le soutien du commissaire européen pour l'Éducation et la Culture, Androulla Vassiliou, et du président de l'UEFA Michel Platini.
Le manuel fur lancé le 3 juin 2013 à Vienne dans le cadre du séminaire du projet "ProSupporters". Cette publication, soutenue par les institutions européennes, est disponible en cinq langues pour l'impression et le téléchargement sur le site de FSE.

### Le Fans’ Action Fund
Lancé en 2012, le "Fans' Action Fund" (Fond d'action des supporters) a pour objectif de financer des initiatives et projets en faveur des supporters grâce aux bénéfices d'une boutique en ligne.

### Les ambassades des supporters lors des matchs internationaux
Les origines du concept des ambassades remonte à la Coupe du monde 1990 en Italie où de tels services furent proposés aux supporters des équipes nationales anglaise et allemande. Au cours des tournois qui s'ensuivirent, le concept se développa de façon continue.
Selon le site de FSE, "le but principal du service des Ambassades de supporters est de fournir aux amateurs de football des informations précises, fiables, à jour, indépendantes et objectives sur tout type de sujet". Le département "ambassade des supporters" a actuellement pour objectif de développer une application sur Smartphone afin de fournir ces informations aux supporters sur la base des contributions des membres de FSE et d'autres supporters européens.

### Les "journées d'action au stade"
À deux reprises, FSE a initié des "journées d'action au stade" sur des thèmes considérés comme importants pour les supporters. Le mot d'ordre des premières journées d'action était "Our Game - Our Time" (Notre sport, nos horaires). Elles appelaient les supporters de toute l'Europe à organiser des événements visibles et des tifos dans les stades afin de montrer leur soutien pour le principe des horaires "fan-friendly" qui leur permettent d'assister à tous les matchs[pertinence contestée]. Ces journées d'action ont eu lieu en 2010[source insuffisante].
Les secondes journées d'action européennes ont eu lieu en mai 2011 sous le mot d'ordre "Save Fan Culture!" (sauvez la culture des supporters !). Elles visaient principalement le problème des mesures de sécurité que les supporters européens (d'après les témoignages que recueillaient les représentants de FSE) considéraient souvent comme démesurées et trop restrictives.
Les journées d'action européennes promues par FSE reçurent le soutien de différents groupes et initiatives de supporters dans 10 pays différents. Ces derniers inscrivirent leur nom sur la liste des participants puis organisèrent lors propres actions dans leurs stades dans le cadre de ces journées.
En 2010, la campagne "Our Game - Our Time" fut particulièrement soutenue par les supporters suédois, si bien que la fédération suédoise de football leur proposa de les consulter lors de l'élaboration du calendrier et des horaires,[source insuffisante].

### Lobbying institutionnel
FSE interagit avec différentes institutions (notamment au niveau européen), afin de représenter le point de vue des supporters dans le cadre du processus de décision institutionnel.
Depuis 2009, FSE dispose d'un siège d'observateur au comité permanent sur la violence des spectateurs et les comportements répréhensibles lors des événements sportifs (T-RV) du Conseil Européen. En 2012, FSE fut invité par la commission européenne aux séances du Groupe d'Experts de l'UE "Bonne Gouvernance" en qualité d'observateur.
D'autres plates-formes institutionnelles ont également consulté FSE ou ont demandé son soutien ou son expertise (notamment dans le domaine de la sécurité). On peut par exemple mentionner le think-tank des experts du football de l'UE et son programme de formation policière, dont l'objectif était de promouvoir des stratégies de police innovantes en mettant l'accent sur la désescalade des tensions et la communication,.
FSE organise également des réunions dans le cadre de son travail de lobbying et tente de rendre ses propres actions ainsi que les actions locales de ses membres plus visibles auprès des fédérations nationales de football, des autorités locales, des clubs et des médias (par exemple dans le cadre du Congrès des Supporters Européens ou en traitant individuellement les requêtes des membres).

## Publications
- REVIVE THE ROAR! special edition – The vision of Football Supporters Europe
- REVIVE THE ROAR! No 2 – The FSE Media guide
- REVIVE THE ROAR! No 3 – KNOW YOUR RIGHTS! Vol.1
- Supporters Charters in Europe – A Handbook for Supporters, Clubs Associations and Leagues (2013)
- Fans’ Embassies – A Handbook
- EFFC 2008 Report
- EFFC 2009 Report
- EFFC 2010 Report
- EFFC 2011 Report
- EFFC 2012 Report